# Pristava pri Šentjerneju
Pristava pri Šentjerneju je naselje u slovenskoj Općini Šentjerneju. Pristava pri Šentjerneju se nalazi u pokrajini Dolenjskoj i statističkoj regiji Donjoposavskoj regiji. 

## Stanovništvo
Prema popisu stanovništva iz 2002. godine naselje je imalo 50 stanovnika.